# 박성훈 (프로게이머)
박성훈(1985년 4월 22일~ )은 대한민국의 전직 스타크래프트 프로게이머이다. Ever)및 [EroS]~TT라는 아이디를 사용하며, 종족은 프로토스이다. 주로 팀플레이에서 활동했고 팀플이 폐지되자 개인전에 가끔 나왔지만 큰 성적을 못내고 은퇴했다.

## 개요
2002년 삼성전자 칸에 입단하며 프로게이머 생활을 시작했다.
2009년 8월 08-09 시즌이 끝나고 난뒤 사실상 은퇴를 선언하였다.
2009년 12월 공식적으로 은퇴 공시가 발표되었다.
2010년 IM 팀에 합류하여 스타크래프트 II 게이머로 활동하기도 했다.

## 수상 경력
- Gamei배iTV 열전게임챔프 우승
- 수원점 tic 팀플 준우승
- 2회 구로구청장배 고등부 1위
- 문화부장관상배 5위
- GhemTV KTF멀티팩배 2차리그 64강
- GhemTV 벼룩시장배 경북,대구지역 챌린지 선발전 3위
- GhemTV 벼룩시장배 선발전 4위
- GhemTv 벼룩시장배 메이저 리그 본선 64강
- 대전 충남 사이버 게임대회 개인전 1위
- 대전 충남 사이버 게임대회 단체전 2위
- Gembc KTF bigi배 스타크래프트 4대천왕전 3위
- 서울청소년관장상 1,2회 2위
- 2005 대한민국 e스포츠대상 최우수 팀플레이상 (이창훈,박성훈)
- 신한은행 스타리그 시즌2 24강
- 신한은행 스타리그 시즌3 16강(vs 이윤열(1:2))
- 곰TV MSL 시즌2 16강
- 2006 대한민국 e스포츠대상 최우수 팀플레이상 (이창훈,박성훈)
- 신한은행 프로리그 2005 팀플 조합상 (박성훈,이재황)